# Oriolus forsteni
La oropéndola de Seram (Oriolus forsteni) es una especie de ave paseriforme de la familia Oriolidae endémica de las Molucas, en Indonesia. 

## Distribución y hábitat
Se encuentra en la isla de Seram, Ambon, Haruku, Saparua y otras islas menores aledañas de las Molucas meridionales. Su hábitat natural son las selvas tropicales húmedas.